# Zuzana Putnářová
Zuzana Putnářová (* 28. února 1986, Ostrava) je česká modelka a I. vicemiss Miss České republiky 2008. Je partnerkou developera Dušana Kunovského, spojeného s Central Group. Pracovala i v Parlamentu České republiky jako tajemnice zahraničního výboru v době předsednictví Davida Vodrážky z ODS.

## Život
Vystudovala osmileté Gymnázium Ostrava-Hrabůvka v Ostravě-Hrabůvka, kde maturovala v roce 2005. Dále studovala na Vysoké škole ekonomické v Praze bakalářský obor Mezinárodní obchod, který absolvovala v roce 2008. Poté studovala obor Economics of International Trade and European Integration ve Francii, v Lille, který navazuje na její předchozí obor. Ovládá plynule francouzštinu, angličtinu a umí hrát na klavír.[zdroj?]
V zahraničí získala tituly Miss Bikini Queen, Miss European Union 2004 v Budapešti.[zdroj?]
- Miss Reneta 2002 – vítězka [5]
- Miss Tourism International 2003 – IV. vicemiss – Miss Cosmopolitan
- Miss Globe International (Miss Globe Czech) 2004 – neumístila se
- Miss Tourism of the World 2005 – vítězka
- Miss České republiky 2008 – I. vicemiss, Miss Elegance
- Miss International 2008 – IV. vicemiss

Zahrála si v 5. sérii populárního televizního seriálu Pojišťovna štěstí, kde ztvárnila roli miss. Vybral si jí sám režisér Jiří Adamec.